# Hypochlorit
Hypochlorit là một ion gồm có clo và oxy, với công thức hoá học ClO- và khối lượng nguyên tử là 51,449 g/mol. Nó có thể kết hợp với một số ion khác phản ứng để hình thành hypochlorit. Hypochlorit còn là muối của axit hypochlorous. Các ứng dụng phổ biến bao gồm natri hypochlorit (thuốc tẩy gia đình) và calci hypochlorit (bột tẩy trắng, làm sạch bể bơi).
Hypochlorit thường không thường ở dạng tinh khiết của chúng và vì lý do nó thường được dùng với dạng dung dịch nước. Các ứng dụng chính của nó là các chất tẩy, khử trùng và xử lý nước. Ngoài ra, hypochlorit cũng được sử dụng trong hóa học cho phản ứng clo và oxy hóa.

## Điều chế
Nhiều hypochlorit có thể được hình thành bằng một phản ứng không cân xứng giữa khí clo và kim loại hydroxide. Phản ứng phải được thực hiện ở sấp xỉ nhiệt độ phòng, vì quá trình oxy hóa sẽ xảy ra ở nhiệt độ cao hơn dẫn đến sự hình thành chlorat. Quá trình này được sử dụng rộng rãi cho công nghiệp sản xuất natri hypochlorit (NaClO) và calci hypochlorite(Ca (ClO) 2).
Cl2 + 2 NaOH → NaCl + NaClO + H 2O
2 Cl 2 + 2 Ca (OH) 2 → CaCl 2 + Ca (ClO) 2 + 2 H2O
Một lượng lớn sodium hypochlorit cũng được sản xuất bằng phương pháp điện hóa thông qua một quá trình chloralkali không tách. Trong quá trình này nước muối được điện phân tạo thành Cl2 hòa tan trong nước để tạo thành hypochlorit. Phản ứng này phải được chạy trong điều kiện không axit để ngăn chặn khí clo từ bọt thoát khỏi dung dịch:
2 Cl− → Cl2 + 2 e−Cl2 + H2O ⇌ HClO + Cl− + H+
Một lượng nhỏ các chất hypochlorit khác cũng có thể được hình thành bằng phản ứng giữa calci hypochlorit và các sulfat kim loại khác nhau. Phản ứng này được thực hiện trong nước và dựa vào sự hình thành calci sunfat không hòa tan, sẽ kết tủa ra khỏi dung dịch, làm cho phản ứng kết thúc.
Ca (ClO) 2 + MSO4 → M (ClO) 2 + CaSO4

## Sinh tổng hợp
Hệ thống miễn dịch của con người tạo ra một lượng hypochlorit nhỏ trong quá trình tiêu hủy các mầm bệnh. Điều này diễn ra trong các tế bào bạch cầu đặc biệt, được gọi là bạch cầu trung tính (granulocytes neutrophil), vi khuẩn lao và vi khuẩn trong không gian nội bào gọi là phagosome, nơi chúng được tiêu hóa. Một phần của cơ chế tiêu hóa bao gồm một đợt hô hấp qua trung gian enzyme, tạo ra các hợp chất có gốc oxy phản ứng, bao gồm superoxide (được sản xuất bởi oxidase NADPH). Superoxide phân hủy thành oxy và hydrogen peroxide, được sử dụng trong phản ứng xúc tác với myeloperoxidase để chuyển hóa chloride thành hypochlorit.

## Tính chất
Tính ổn định là yếu tố hạn chế trong sự hình thành các muối hypochlorit. Chỉ có lithium hypochlorite LiOCl, calci hypochlorit Ca (OCl) 2 và bari hypochlorite Ba (ClO) 2 được phân lập thành các hợp chất khan tinh khiết, tất cả đều ở dạng rắn.
Hypochlorite là chất oxy hóa mạnh. Khoảng 28% oxy tiêu thụ bởi các thực bào khi kích hoạt tham gia vào quá trình tạo ra.
Hypochlorite có thể thay đổi các chất chống oxy hóa được kết hợp thành lipoprotein như Alpha-tocopherol, Beta-carotene, lycopene, và ubiquinol-10. Nó cũng có thể thay đổi một số protein có chức năng chống oxy hóa như ceruloplasmin, transferrin, superoxide dismutase và catalase. Hoạt tính myeloperoxidase được tìm thấy ở những vị trí tổn thương xơ vữa thành động mạch ở người. Lipid peroxidation được biết là sự đóng góp vào sự phát triển của quá trình điều trị bệnh, trong số đó điển hình là xơ vữa động mạch.
Phản ứng chính của Hypochlorite với chất béo chưa bão hòa có thể tạo ra các chlorohydrins. Tuy nhiên, phản ứng này không đi kèm với việc tạo ra các gốc tự do và peroxidation lipid. Phản ứng này đi cùng với việc tạo ra các gốc tự do (nhưng không phải là oxy đơn), có thể là các gốc alkoxyl, đóng một vai trò trong sự khởi đầu của sự oxy hóa lipid do Hypochlorit gây ra.
Tuy nhiên hypochlorit là độc tính khi nuốt phải và hít. Kích ứng mạnh mẽ với da, mắt và niêm mạc. Có thể gây cháy khi tiếp xúc với chất hữu cơ. Khi bị hỏa hoạn, chúng có thể đẩy nhanh sự cháy hoặc gây nổ.

## Phản ứng axit
Axit hóa hypochlorit tạo ra hypochlorous acid. Chất này tồn tại trong trạng thái cân bằng với khí clo. Sự cân bằng phụ thuộc vào nguyên tắc Le Chatelier:
2 H + + ClO- + Cl- ⇌ Cl 2 + H 2O
Hypochlorous acid cũng tồn tại ở trạng thái cân bằng với anhydride của nó; dichlorine monoxide:
2 HOCl ⇌Cl2O + H2O K (ở 0 ° C) = {{val | 3,55 | e = -3 | u = dm3 mol-1} 

## Một số tên gọi khác
- Hypochlorite ion
- 14380-61-1
- Hypochlorites
- UNII-T5UM7HB19N
- Hypochiorite